# Deltella decisus
Deltella decisus är en insektsart som beskrevs av Delong 1926. Deltella decisus ingår i släktet Deltella och familjen dvärgstritar. Inga underarter finns listade i Catalogue of Life.